# Виреду, Квази
Квази Виреду (3 октября 1931, Кумаси, Золотой Берег — январь 2022) — африканский философ, занимающийся «концептуальной деколонизацией» современных африканских систем мысли. Под концептуальной деколонизацией Виреду понимает пересмотр существующих африканских эпистемологических образований для достижения двух целей. Во-первых, он хочет избавиться от аспектов племенной культуры, заложенных в современной африканской мысли, чтобы сделать ее более жизнеспособной. Во-вторых, он намеревается сместить ненужные западные эпистемологии, которые можно найти в африканских философских практиках.

## Биография
Виреду родился в 1931 году в городе Кумаси, ныне входящей в Республику Гана. Он учился в Колледже Адисадель с 1948 по 1952. Именно в этот период он открыл для себя философию, начав с изучения трудов Платона и Бертрана Рассела. Далее он продолжил свое обучение в Университете Ганы, а затем в 1958 отправился в Оксфордский университет для получения PhD.
В Оксфорде Квази посещал лекции Гилберта Райла (его научиный руководитель) , Питера Стросона и Стюарта Хемпшира, и под их руководством защитил работу «Знание, правда и причина». После окончания учебы в 1960 году он был назначен на должность преподавателя в Университетском колледже Северного Стаффордшира (ныне Килский университет), где он работал в течение года. Затем он вернулся в Гану и стал преподавать философию в своем старом университете. За двадцать три года работы Виреду стал сначала заведующим кафедры, а затем профессором. В 1987 году он занял должность профессора в Университете Южной Флориды
Виреду работал в качестве приглашенного профессора:
- в Калифорнийском Университете в Лос-Анджелесе (1979—1980 гг.)
- Ибаданском университете (1984 г.)
- Университете Ричмонда (1985 г.)
- Карлтонском университете, Миннесота (1986 г.)
- Университете Дьюка (1994—1995 и 1999—2001 гг.).

Он был членом комитета директоров Международной федерации философских обществ с 1983 по 1998. Виреду также был научным сотрудником в Международном центре имени Вудро Вильсона (1985 г.) и Национальном гуманитарном центра Северной Каролины (1986 г.)
Помимо всего вышеперечисленного, он является вице-президентом Межафриканского совета по философии.

## Философия
Виреду считает важным разделение философии Африки на философию колониального и доколоноального периода. Африканские философы, по его мнению, имеют уникальную возможность проанализировать и переосмыслить всю западную философию через призму африканских языков. Способ философствования напрямую зависит от культурного и языкового бэкграунда, и именно поэтому африканская философия концентрируется на этих аспектах, когда отделяет себя от остальных.
При этом Виреду противопоставляет «этнофилософию» и «философскую проницательность» как подходы к изучению и практике африканской философии. Несмотря на то, что у всех культур есть свои национальные убеждения и свое мировоззрение, они должны быть отделены от философии как таковой. Это совсем не значит, что «национальная философия» не должна быть частью философии, наоборот, Виреду сам признавал влияние на него культурной мысли народа аканов, к которому он принадлежит. Скорее он утверждает, что подлинная философия требует применения к такой (национальной) мысли критического анализа и строгой аргументации.
Одно из основных исследований Виреду вращается вокруг концепции личности в философии народа аканов. Он считает, что она состоит из двух частей. Первая — онтологическая, включающая в себя биологический аспект. Вторая часть, как он утверждает, основана на обладании человеком свободой воли. Это обладание зависит от этических убеждений человека — можно сказать, что у вас есть свободная воля, если вы высоко цените этические нормы и несете за свои поступки ответственность. Человек не рождается человеком, но становится им благодаря событиям и опыту, которые взывают в нем этичное поведение (в котором он руководствуется этическими нормами). Это отличается от западного представления о личности тем, что люди в традиционной мысли акана не рождаются как волевые существа. Виреду также уверен, что африканская традиция не является «чисто теоретической, потому что она показывает, как определенные аспекты африканской политической мысли могут быть применены к практическому решению некоторых из наиболее насущных проблем Африки.»
Помимо наставников в Оксфорде, на Квази Виреду оказали влияние Дэвид Юм и Иммануил Кант, прагматик Джон Дьюи, а также эпистемологические, метафизические и этические ресурсы культуры аканов. Результатом является философия, которая является одновременно и универсальной, и специфически африканской.
Через исследования Виреду многие люди узнали о философии и религиях Африки. Он не только обобщает их убеждения во многих своих работах, но также бросает вызов предрассудкам насчет африканских верований и убеждений. Свои мысли и идеи он выражает в «Путеводителе по философии религии африканских религий».

## Основные работы
- Philosophy and an African Culture (Cambridge: Cambridge University Press, 1980). ISBN 0-521-22794-1
(this won him the 1982 Ghana National Book Award)
- Cultural Universals and Particulars: An African Perspective (Bloomington: Indiana University Press, 1996). ISBN 0-253-21080-1
- Person and Community: Ghanaian Philosophical Studies [edd] Wiredu & Kwame Gyekye (New York: Council for Research in Values and Philosophy, 1992). ISBN 1-56518-004-6
- A Companion to African Philosophy (2003: Oxford: Blackwell, 2003). ISBN 0-631-20751-1
- An Oral Philosophy of Personhood: Comments on Philosophy and Orality[9]
- Toward Decolonizing African Philosophy and Religion (African Studies Quarterly, Volume 1 Issue 4, 1998[10]